# أغنية حب (أغنية ريانا)
لوف سونق هي أغنية سجلتها المغنية البربادوسية ريانا لألبومها الإستديو السابع، أنبولجتك (2012). الأغنية مع اشتراك الرابر الأمريكي فيوتشر الذي شارك في كتابة وإنتاج الأغنية.

## الكتابة والإنتاج
تحدث المنتج المشارك لوني تونس حول عملية إنتاج الأغنية. صرح في مقابلة مع مجلة كومبليكس، لحن هذه الأغنية كان واحد من الألحان التي لم أحب. لم يكن واحد من الألحان المفضلة لدي. عندما صنعته، كنت في عقلية كوني حقيقي، لحني، مسترخي، وجذاب. في مقابلة مع إم تي في نيوز، تحدث فيوتشر عن تعاونه القادم مع ريانا، «إنهم كانوا يريدون أغنية إيقاعها مرتفع، لذلك أرسلت أربع أو خمس أغاني، وتركت الأغنية الأخيرة. كانت أشبه بأغنية بالاد، وتركتها.» كشف لاحقاً أن العنوان الأصلي للأغنية كان «لوف أند أفكشن»، ومع ذلك، مرشد ريانا جي-زي غير اسم الأغنية إلى «لوف سونق». سجل سيث فيركنز أغنية «لوف سونق» جنباً إلى جنب مع فيوتشر في استوديوهات تراينجل في أتلانتا، جورجيا. تم تسجيل صوت ريانا من قبل ماركوس توفار وكوك هاريل في استوديوهات ويستليك في لوس أنجلوس، كاليفورنيا، حين تم خلطها من قبل ماني ماروكين في استوديوهات لارابي في بربانك، كاليفورنيا.
| أغنية حب (أغنية ريانا) | لم أمضِ الكثير من الوقت في تسجيل الأغنية. أقل، لذا كانت أكثر طبيعية - فيوتشر يتحدث عن أغنية "لوف سونق" إلى إم تي في نيوز. | أغنية حب (أغنية ريانا) |

## الإصدار
الأغنية صدرت كأغنية منفردة رابعة من الألبوم، تم إرسالها إلى الآيربان راديو في المملكة المتحدة في 3 أبريل، 2013.

## استقبال النقاد
تلقت الأغنية ردود فعل إيجابية من نقاد الموسيقى، دعت كارين غانز من مجلة Spin أنها أغنية بطيئة رائعة، بينما وصف جون كارامانيكا من صحيفة The New York Times بأنها تعاون قوي ومؤثر. كتب روبرت كوبسي من الموقع الإلكتروني Digital Spy أن الأغنية هي واحدة من عدد قليل من البالادز في أنبولجتك التي يمكن أن تلمس أعماقك أكثر من الأغاني البطيئة العادية.

## الأداء التجاري
عقب صدور أنبولجتك، دخلت «لوف سونق» على الرسم البياني الأمريكي بيلبورد هوت 100 في المركز المائة. بالإضافة إلى ذلك، دخلت لأول مرة المركز الرابع عشر على الرسم البياني الأمريكي لأغاني الآر أند بي/هيب-هوب بسبب التحميلات الرقمية القوية. في المملكة المتحدة، دخلت الأغنية لأول مرة الرسم البياني لأغاني الآر أند بي في المركز السابع عشر.

## الصيغ وقائمة الأغاني
- نسخة الألبوم

1. «لوف سونق»  – 4:16

## الرسوم البيانية
| الرسم البياني (13-2012)                                | المركز | المصادر |
| ------------------------------------------------------ | ------ | ------- |
| فرنسا (SNEP)                                           | 110    | [ 11 ]  |
| المملكة المتحدة (OCC R&B)                              | 17     | [ 10 ]  |
| الولايات المتحدة (Billboard Hot 100)                   | 55     | [ 12 ]  |
| الولايات المتحدة (Billboard Digital Songs)             | 55     | [ 13 ]  |
| الولايات المتحدة (Billboard R&B Songs)                 | 6      | [ 14 ]  |
| الولايات المتحدة (Billboard R&B Streaming Songs)       | 8      | [ 15 ]  |
| الولايات المتحدة (Billboard R&B/Hip-Hop Airplay)       | 4      | [ 16 ]  |
| الولايات المتحدة (Billboard R&B/Hip-Hop Digital Songs) | 7      | [ 17 ]  |
| الولايات المتحدة (Billboard Hot R&B/Hip-Hop Songs)     | 14     | [ 18 ]  |
| الولايات المتحدة (Billboard Radio Songs)               | 43     | [ 19 ]  |
| الولايات المتحدة (Billboard Ringtones)                 | 27     | [ 20 ]  |

| الرسم البياني (13-2012)                        | المركز | المصادر |
| ---------------------------------------------- | ------ | ------- |
| الولايات المتحدة (Billboard R&B/Hip-Hop Songs) | 48     | [ 21 ]  |

## تاريخ الإصدار
| الدولة          | التاريخ       | نوع الإصدار  | الشركة المنتجة | المصادر |
| المملكة المتحدة | 3 أبريل، 2013 | آيربان راديو | ديف جام        | [ 4 ]   |
| --------------- | ------------- | ------------ | -------------- | ------- |